# La Tamise de Somerset House Terrace vers Westminster
La Tamise de Somerset House Terrace vers Westminster est un tableau réalisé par le peintre vénitien Canaletto vers 1750-1751. Cette huile sur toile est un paysage urbain représentant la Tamise à Londres. Elle est conservée au sein de la Royal Collection.

## Postérité
Le tableau fait partie des « 105 œuvres décisives de la peinture occidentale » constituant le musée imaginaire de Michel Butor.